# Patriz Huber

Patriz Huber

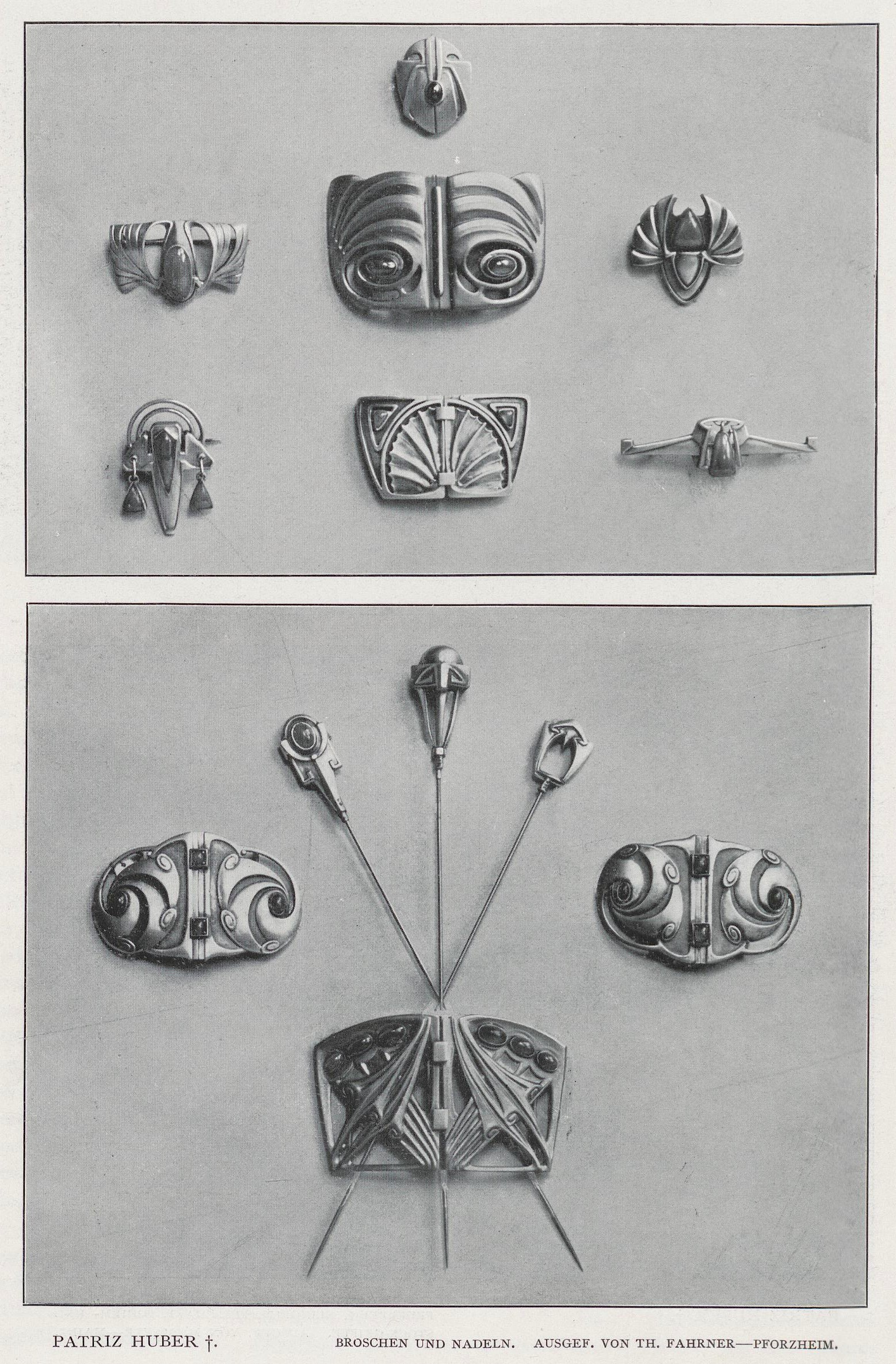
Broschen und Nadeln

Patriz Huber (* 19. März 1878 in Stuttgart; † 20. September 1902 in Berlin) war ein Mitglied der Darmstädter Künstlerkolonie.

## Leben
Huber besuchte die Kunstgewerbeschulen in Mainz und München. Seine Bekanntheit verdankt er vor allem den prämierten Entwürfen, die anlässlich eines 1898 ausgeschriebenen Wettbewerbs der vom Darmstädter Verleger Alexander Koch herausgegebenen Zeitschrift „Innen-Dekoration“ entstanden. Koch blieb auch nach der Berufung Hubers an die Darmstädter Künstlerkolonie zur Jahrhundertwende sein größter Förderer. Dort lassen sich u. a. die Innendekoration des großen und kleinen Glückerthauses (1900/01) sowie weitere Entwürfe zu Möbeln und Schmuckgegenständen auf ihn zurückführen.
1902 verließ er mit anderen Künstlern die Mathildenhöhe und siedelte nach Berlin über. Dort arbeitete er an Entwürfen zur Gestaltung einer Neubausiedlung, bevor er sich am 20. September das Leben nahm.
Sein Bruder war der Architekt und Jugendstil-Künstler Anton Huber (1873–1939). Die Malerin und Textilkünstlerin Mathilde Huber (1876–1927) und die Kunstgewerblerin Else Huber (1883–1950) waren seine Schwestern.